# 大虔晃
大虔晃（だい　けんこう）は渤海の第12代王。